# هايدي تمزالي
هايدي شيكلي سمامة تمزالي  (23 أغسطس 1906 - 20 أغسطس 1998)، ممثلة وكاتبة سيناريو تونسية.

## حياتها
ولدت في كنف عائلة يهودية، من أب تونسي هو المخرج ألبير شمامة شيكلي، وأم إيطالية تدعى بينكا فيوري.

## مسيرتها الفنية
بدأت هايدي تجربة التمثيل في سن مبكرة مع أبيها  سنة 1922 في أول فيلم له زُهْرَة  و هو أول فيلم خيالي تونسي. قامت هايدي بكتابة السيناريو و كان لها فيه دور البطولة.
بعد هذا الفيلم مثلت مع المخرج ركس إنقرم في فيلم العربي The Arab سنة 1924 اللذي اقترح على هايدي عمل بطولي في هوليود و لكن اباها رفض هذا العرض.

في عام 1924، مثلت هايدي الدور البطولي في فيلم جديد من إخراج والدها، عين الغزال أو La fille de Carthage وهو أول فيلم سينمائي طويل من إخراج تونسي، وفي هذا الفلم أيضا قامت هايدي بكتابة السيناريو.
عندما كبرت تزوجت هايدي وذهبت للعيش في الجزائر و في باريس. ألّفت كتاب طبخ La Cuisine en Afrique du Nord جمعت فيه وصفات لأكلات تونسية ومغاربية.
في عام 1996 مثلت هايدي في فيلم صيف حلق الوادي من إخراج فريد بوغدير.

## فيلموغرافيا
- 1922 :زُهْرَة إخراج ألبير شمامة شيكلي
- 1924 :فيلم العربي إخراج ريكس أنغرام
- 1924 :عين الغزال أو La fille de Carthage إخراج ألبير شمامة شيكلي
- 1996 :صيف حلق الوادي إخراج فريد بوغدير

## روابط خارجية
- هايدي تمزالي على موقع IMDb (الإنجليزية)
- هايدي تمزالي على موقع ألو سيني (الفرنسية)
- هايدي تمزالي على موقع قاعدة بيانات الفيلم (الإنجليزية)
- هايدي تمزالي على موقع كينوبويسك (الروسية)